# Grigorij Pomeranc
Grigorij Solomonovič Pomeranc (in russo Григорий Соломонович Померанц?; Vilnius, 13 marzo 1918 – Mosca, 16 febbraio 2013) è stato uno scrittore russo.

## Biografia
Grigorij Solomonovič Pomeranc è nato il 13 marzo 1918 a Vilnius ed è stato un filosofo e teorico culturale e dissidente russo. È autore di numerose opere filosofiche circolate nel samizdat e che hanno avuto un impatto sull'Intelligencija liberale negli anni '60 e '70 del Novecento.

### Primi anni di vita
Grigorij Pomeranc è nato nel 1918 da una famiglia ebrea polacca in Vilnius, Lituania. La sua famiglia si trasferì a Mosca nel 1925. Pomeranc si laureò in lingua russa e letteratura presso l'Istituto di filosofia, letteratura e storia di Mosca (Московский институт философии, литературы и истории, MIFLI). La sua tesi su Fëdor Dostoevskij fu condannata come "antimarxista" e di conseguenza gli fu impedita l'ammissione agli “studi post-laurea” nel 1939. Nel 1940 insegnò all'Istituto pedagogico di Tula.

Durante la Seconda guerra mondiale, Pomeranc si offrì volontario al fronte, dove combatté come fante dell'Armata Rossa. È stato ferito a una gamba, a seguito della quale è stato assegnato come scrittore alla redazione del giornale divisionale. È stato insignito dell'Ordine della Stella rossa.
Nel 1946 fu espulso dal Partito Comunista per "dichiarazioni antipartito". Tre anni dopo fu arrestato e condannato a cinque anni di reclusione per “agitazione antisovietica”. Dopo la morte di Iosif Stalin nel 1953, fu rilasciato grazie ad un'amnistia generale. Non si riunì al Partito, che gli proibiva di insegnare a livello terziario. Gli fu anche negata la residenza a Mosca. Dal 1953 al 1956, Pomeranc lavorò come insegnante in una scuola di villaggio nel Bacino del Donec e successivamente, al suo ritorno a Mosca, come bibliografo nella Biblioteca fondamentale delle scienze sociali dell'Accademia russa delle scienze. Si sposò con la poetessa Zinaida Aleksandrovna Mirkina (1926-2018), conosciuta nel 1961, che collaborò con lui alla pubblicazione di alcuni articoli e libri.
.

### Attività dissidenti
Sotto l'impressione della Rivoluzione ungherese del 1956 e della persecuzione di Boris Pasternak, Pomeranc divenne attivo come dissidente. Nel 1959-1960 condusse seminari semisegreti su questioni filosofiche, storiche, politiche ed economiche. Durante questo periodo stabilì contatti con dissidenti come Vladimir Osipov e gli editori e collaboratori della rivista dissidente Sintaksis Aleksandr Ginzburg, Natal'ja Gorbanevskaja e Jurij Galanskov. Si avvicinò anche ai pittori dell'underground Gruppo Lianozovo.
Il 3 dicembre 1965 Pomeranc tenne pubblicamente una conferenza all'Istituto di Filosofia di Mosca.

### Posizioni filosofiche
Andrej Dmitrievič Sacharov, che aveva incontrato Pomeranc in un seminario informale nell'appartamento di Valentin Turčin nel 1970, descrive i suoi interessi come segue:
Pomeranc fu tra i primi discepoli russi di culturale e teorico letterario Michail Bachtin.
Per molti anni Pomeranc fu coinvolto in polemiche con Aleksandr Solženicyn. Pomeranc criticò aspramente quello che considerava il nazionalismo cristiano dogmatico di Solženicyn e si avvicinò all'ala liberale e internazionalista dell'intellighenzia. Ha contrastato la nozione di Solženicyn del "male" come fenomeno inevitabilmente globale e ben consolidato, associato al comunismo, citando tradizioni orientali che rifiutano la nozione di un male ontologico intrinsecamente permanente.
Lo stesso Pomeranc affermò che preferiva essere chiamato "pensatore" (myslitel') piuttosto che "filosofo", poiché questo termine non implica la disciplina accademica della filosofia, che secondo lui era semplicemente confinante con il suo stesso lavoro (po sosedstvu). di “NTV canale televisivo russo.
Uno dei pezzi in russo più citati di Pomeranc riflette le sue opinioni sulla natura del dibattito sociale:

### Altro
Le conferenze di Pomeranc e una tesi respinta sul Buddismo Zen sono state studiate dal regista Andrej Tarkovskij e dal compositore Ėduard Artem'ev durante il loro lavoro su Stalker. Pomeranc appare anche nel documentario del 2008 Meeting Andrei Tarkovsky.
Nel 2009, il Premio Bjørnson dell'Accademia norvegese di letteratura e libertà di espressione è stato assegnato a Pomeranc e Mirkina "per il loro ampio contributo al rafforzamento della libertà di espressione in Russia."

## Opere

### Libri
- (in russo) Apertura all'Abisso. M.: Scrittore sovietico, 1990, ISBN 5-265-01527-2
- (in russo) P. Uscire dalla trance. Avvocato, 1995, OCLC 646577510
- (in russo) Zinaida Alessandrovna Mirkina; Pomerantz, Gregory. Le Grandi Religioni del Mondo Ripol., 1995, ISBN 5-87907-016-6
- (in russo) Appunti del brutto anatroccolo, M.: Moskovsky Rabochiy, (1995) 2003, ISBN 5-8243-0430-0
- Il movimento spirituale dall'Occidente. Un saggio e due discorsi, Caux Books, 2004, ISBN 2-88037-600-9.
- L'uomo da nessun luogo, La coccinella, 1974.

### Articoli
- Koriakov, Alexis (luglio 1971). "L'uomo senza aggettivo". La rivista russa. 30 (3): 219–225. doi : 10.2307/128130. JSTOR128130. _
- (luglio-settembre 1989). "L'ordine mondiale liberal-democratico e le tradizioni delle 'subecumene'". Giornale internazionale sulla pace nel mondo. 6 (3): 45–55. JSTOR 20751377.
- "Armageddon, perestrojka e utopia". Giornale internazionale sulla pace nel mondo. 7 (2): 76–81. JSTOR20751453. _
- "L'assassinio inosservato dall'Occidente". Giornale internazionale sulla pace nel mondo. 8 (3): 55–58. JSTOR20751709. _
- "L'irrazionale in politica". Studi russi in filosofia. 32 (1): 6–15. doi : 10.2753/RSP1061-196732016.
- "Dopo il postmodernismo, ovvero l'arte del XXI secolo". Studi russi in letteratura. 33 (3): 86–94. doi : 10.2753/RSL1061-1975330386.
- (luglio 1998). "Senza pentimento". Studi russi in letteratura. 34 (3): 72–81. doi : 10.2753/RSL1061-1975340372.
- (ottobre 1998). "Pensatori russi su Dostoevskij". Studi russi in letteratura. 34 (4): 19–27. doi : 10.2753/RSL1061-1975340419.